# Bavilliers
Bavilliers [bavije] ist eine französische Kleinstadt mit 4641 Einwohnern (Stand: 1. Januar 2022) im Territoire de Belfort in der Region Bourgogne-Franche-Comté. Das Bureau centralisateur des 2015 neugeschaffenen, gleichnamigen Kantons befindet sich in Bavilliers. Die Bewohner werden Bavillierois und Bavillieroises genannt.
Die Gemeinde erhielt 2023 die Auszeichnung „Drei Blumen“, die vom Conseil national des villes et villages fleuris (CNVVF) im Rahmen des jährlichen Wettbewerbs der blumengeschmückten Städte und Dörfer verliehen wird.

## Geographie
Bavilliers liegt auf 355 m über dem Meer, etwa drei Kilometer südwestlich der Stadt Belfort (Luftlinie). Die zweitgrößte Agglomerationsgemeinde von Belfort erstreckt sich im Hügelland westlich von Belfort, beidseits der Douce, die hier in eine breite Talebene hinaustritt, am Ostrand des Höhenrückens der Côte.

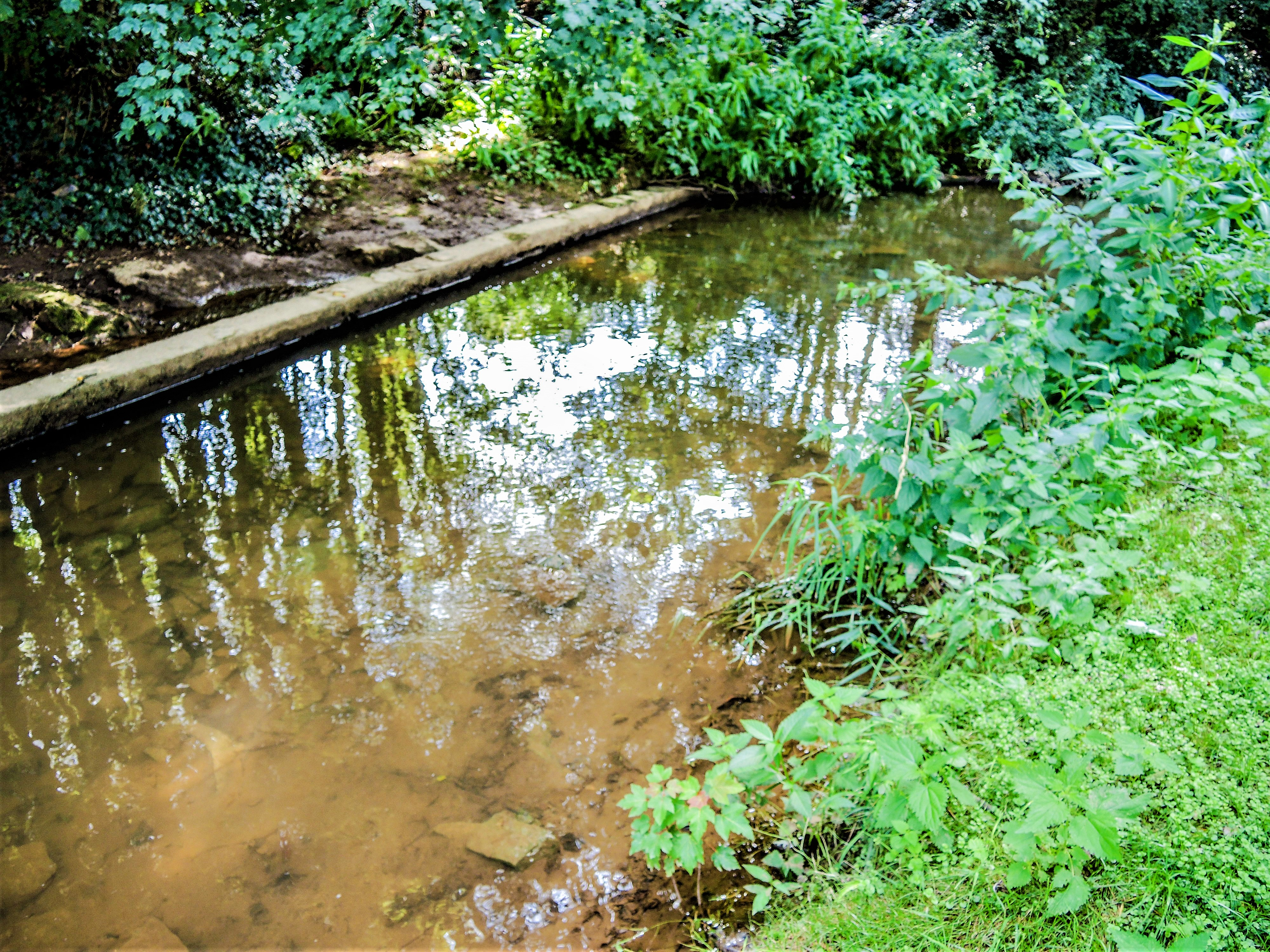
Die Douce am Trou de la Dame

Die Fläche des 4,80 km² großen Gemeindegebiets umfasst einen Abschnitt der leicht gewellten Landschaft im westlichen Bereich der Burgundischen Pforte (Trouée de Belfort). Der südliche Teil des Gebietes wird von der Talebene der Douce eingenommen, die durchschnittlich auf 350 m liegt und eine Breite von rund einem Kilometer aufweist. In diese Talebene tritt die Douce von Nordwesten her ein, wobei sie durch ein in die Kalkplateaus eingesenktes Tal fließt. In diesem Tal versickert ein Teil des Gewässers im Trou de la Dame, um etwa nach 150 m Laufstrecke im Dorf wieder zutage zu treten. Die Douce entwässert das Gebiet nach Südosten zur Savoureuse und damit zum Allan. Begleitet wird sie von der Wasserstraße des Canal de la Haute-Saône, eines Seitenastes des Rhein-Rhône-Kanals.
Östlich der Douce reicht das Gemeindeareal auf das Plateau (bis 375 m), das zum Becken von Belfort überleitet, und bis an den Rand des Waldgebietes Grand Bois. Nach Westen erstreckt sich der Gemeindeboden über einen sanft ansteigenden Hang auf den teils mit Acker- und Wiesland, teils mit Wald bestandenen breiten Rücken der Côte. Hier wird mit 433 m die höchste Erhebung von Bavilliers erreicht.
Nachbargemeinden von Bavilliers sind Essert und Belfort im Norden, Danjoutin im Osten, Andelnans und Argiésans im Süden sowie Urcerey im Westen.

## Geschichte
Das Gemeindegebiet von Bavilliers war schon sehr früh besiedelt. Bei Ausgrabungen wurden ein Mosaik und zahlreiche Ziegelfragmente aus gallorömischer Zeit entdeckt. Erstmals urkundlich erwähnt wird Bavilliers im Jahr 1140 unter dem Namen Basvyllis. Der Ortsname geht ursprünglich auf das Lateinische (Bassis Villis) zurück und bedeutet etwa so viel wie niederes, tiefer gelegenes Dorf/Gehöft. Aus späterer Zeit stammen die Bezeichnungen Baveler und Basvelier.
Zunächst im Einflussbereich der Herren von Montbéliard stehend, gelangte Bavilliers Mitte des 14. Jahrhunderts unter die Oberhoheit der Habsburger und gehörte zur Herrschaft Belfort. Zusammen mit dem Sundgau kam das Dorf mit dem Westfälischen Frieden 1648 an die französische Krone. Seit 1793 gehörte Bavilliers zum Département Haut-Rhin, verblieb jedoch 1871 als Teil des Territoire de Belfort im Gegensatz zum restlichen Elsass bei Frankreich. Seit 1973 war Bavilliers Teil der Agglomeration Belfort, aus der 1999 der Gemeindeverband Communauté d’Agglomération Belfortaine entstand, der wiederum 2017 in der Grand Belfort Communauté d’Agglomération aufging.

## Bevölkerungsentwicklung
| Bavilliers: Einwohnerzahlen von 1793 bis 2016                                                                              | Bavilliers: Einwohnerzahlen von 1793 bis 2016 | Bavilliers: Einwohnerzahlen von 1793 bis 2016 | Bavilliers: Einwohnerzahlen von 1793 bis 2016 | Bavilliers: Einwohnerzahlen von 1793 bis 2016 |
| --- | --------------------------------------------- | --------------------------------------------- | --------------------------------------------- | --------------------------------------------- |
| Jahr |                                               |                                               |                                               | Einwohner                                     |
| 1793 | 1793                                          |                                               | 301                                           | 301                                           |
| 1800 | 1800                                          |                                               | 288                                           | 288                                           |
| 1806 | 1806                                          |                                               | 309                                           | 309                                           |
| 1821 | 1821                                          |                                               | 389                                           | 389                                           |
| 1831 | 1831                                          |                                               | 479                                           | 479                                           |
| 1836 | 1836                                          |                                               | 604                                           | 604                                           |
| 1841 | 1841                                          |                                               | 870                                           | 870                                           |
| 1846 | 1846                                          |                                               | 919                                           | 919                                           |
| 1851 | 1851                                          |                                               | 786                                           | 786                                           |
| 1856 | 1856                                          |                                               | 668                                           | 668                                           |
| 1861 | 1861                                          |                                               | 810                                           | 810                                           |
| 1866 | 1866                                          |                                               | 740                                           | 740                                           |
| 1872 | 1872                                          |                                               | 854                                           | 854                                           |
| 1876 | 1876                                          |                                               | 1.174                                         | 1.174                                         |
| 1881 | 1881                                          |                                               | 1.314                                         | 1.314                                         |
| 1886 | 1886                                          |                                               | 1.232                                         | 1.232                                         |
| 1891 | 1891                                          |                                               | 1.290                                         | 1.290                                         |
| 1896 | 1896                                          |                                               | 1.508                                         | 1.508                                         |
| 1901 | 1901                                          |                                               | 1.397                                         | 1.397                                         |
| 1906 | 1906                                          |                                               | 1.547                                         | 1.547                                         |
| 1911 | 1911                                          |                                               | 1.682                                         | 1.682                                         |
| 1921 | 1921                                          |                                               | 1.552                                         | 1.552                                         |
| 1926 | 1926                                          |                                               | 1.637                                         | 1.637                                         |
| 1931 | 1931                                          |                                               | 1.675                                         | 1.675                                         |
| 1936 | 1936                                          |                                               | 1.717                                         | 1.717                                         |
| 1946 | 1946                                          |                                               | 1.679                                         | 1.679                                         |
| 1954 | 1954                                          |                                               | 2.153                                         | 2.153                                         |
| 1962 | 1962                                          |                                               | 2.437                                         | 2.437                                         |
| 1968 | 1968                                          |                                               | 2.564                                         | 2.564                                         |
| 1975 | 1975                                          |                                               | 3.454                                         | 3.454                                         |
| 1982 | 1982                                          |                                               | 3.555                                         | 3.555                                         |
| 1990 | 1990                                          |                                               | 4.408                                         | 4.408                                         |
| 1999 | 1999                                          |                                               | 4.582                                         | 4.582                                         |
| 2006 | 2006                                          |                                               | 4.783                                         | 4.783                                         |
| 2011 | 2011                                          |                                               | 4.889                                         | 4.889                                         |
| 2016 | 2016                                          |                                               | 4.772                                         | 4.772                                         |
| Quelle(n): EHESS/Cassini bis 1999, INSEE ab 2006 Anmerkung(en): Ab 1962 offizielle Zahlen ohne Einwohner mit Zweitwohnsitz |                                               |                                               |                                               |                                               |

Mit 4641 Einwohnern (1. Januar 2022) gehört Bavilliers zu den großen Gemeinden des Départements Territoire de Belfort. Nachdem die Einwohnerzahl in der ersten Hälfte des 20. Jahrhunderts stets im Bereich zwischen 1400 und 1700 Personen gelegen hatte, wurde seit Beginn der 1950er Jahre ein kräftiges Bevölkerungswachstum verzeichnet, wobei die größten Zuwachsraten zwischen 1968 und 1975 sowie erneut in den 1980er Jahren erfolgten. Seit 1950 hat sich die Einwohnerzahl mehr als verdoppelt. Das Siedlungsgebiet von Bavilliers ist heute lückenlos mit denjenigen von Belfort und Essert zusammengewachsen.

## Sehenswürdigkeiten
Die Kirche Saint-Ambroise wurde von 1846 bis 1850 neu erbaut und ersetzte die spätmittelalterliche Kirche auf dem heutigen Friedhofsgelände. Vom ehemaligen Herrschaftssitz sind nur noch wenige Überreste sichtbar. Aus dem 19. Jahrhundert stammen die Herrschaftssitze Château du Chênois und Château de la Charmeuse. Als Naherholungsgebiet für Belfort dient der Parc du Chênois. Das Trou de la Dame (Versickerungsstelle in der Douce) zählt zu den Natursehenswürdigkeiten des Dorfes.

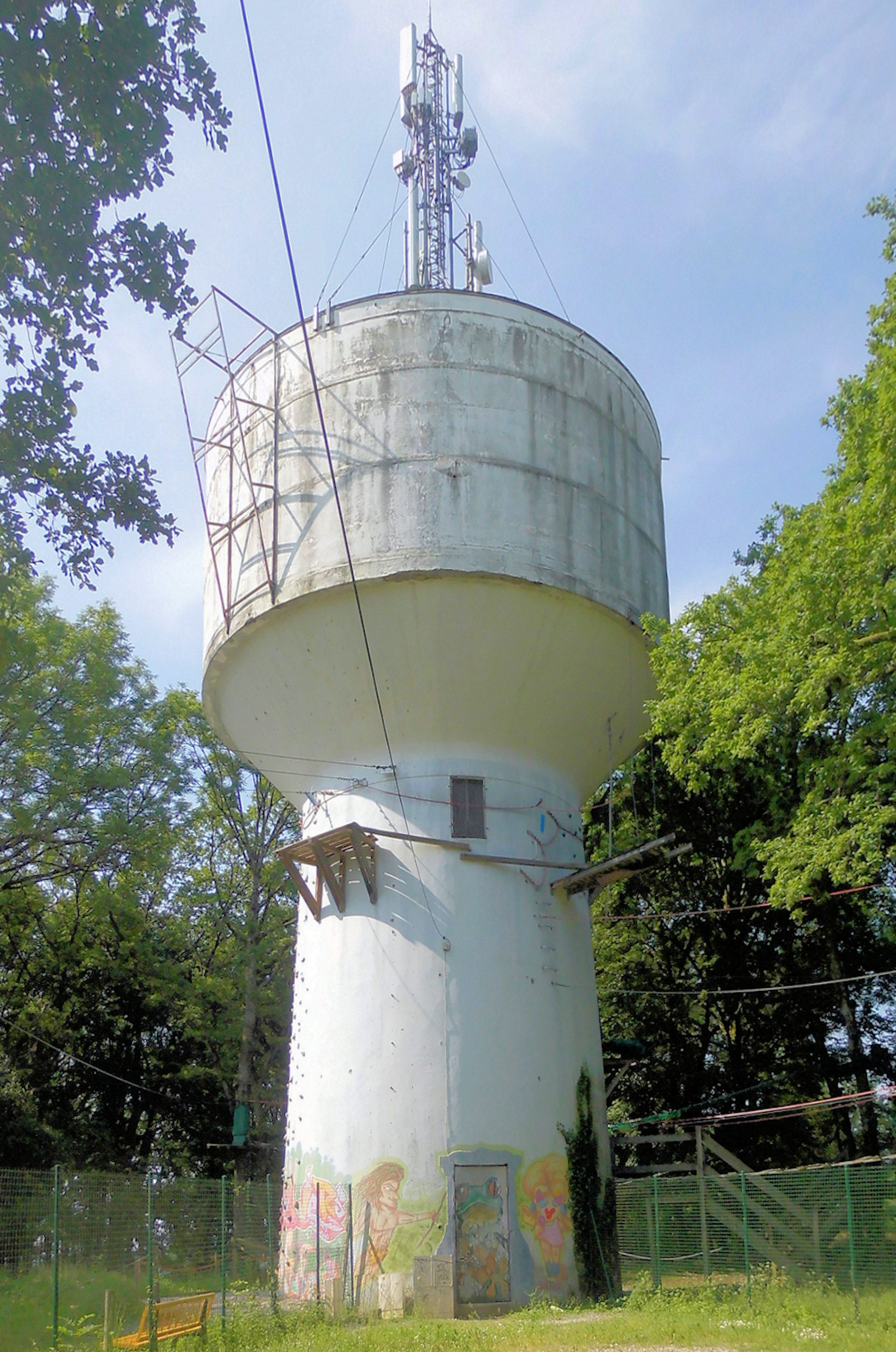
Wasserturm, integriert in einen Baumwipfelpfad eines Erholungsparks

Kirche Saint-Ambroise in Bavilliers
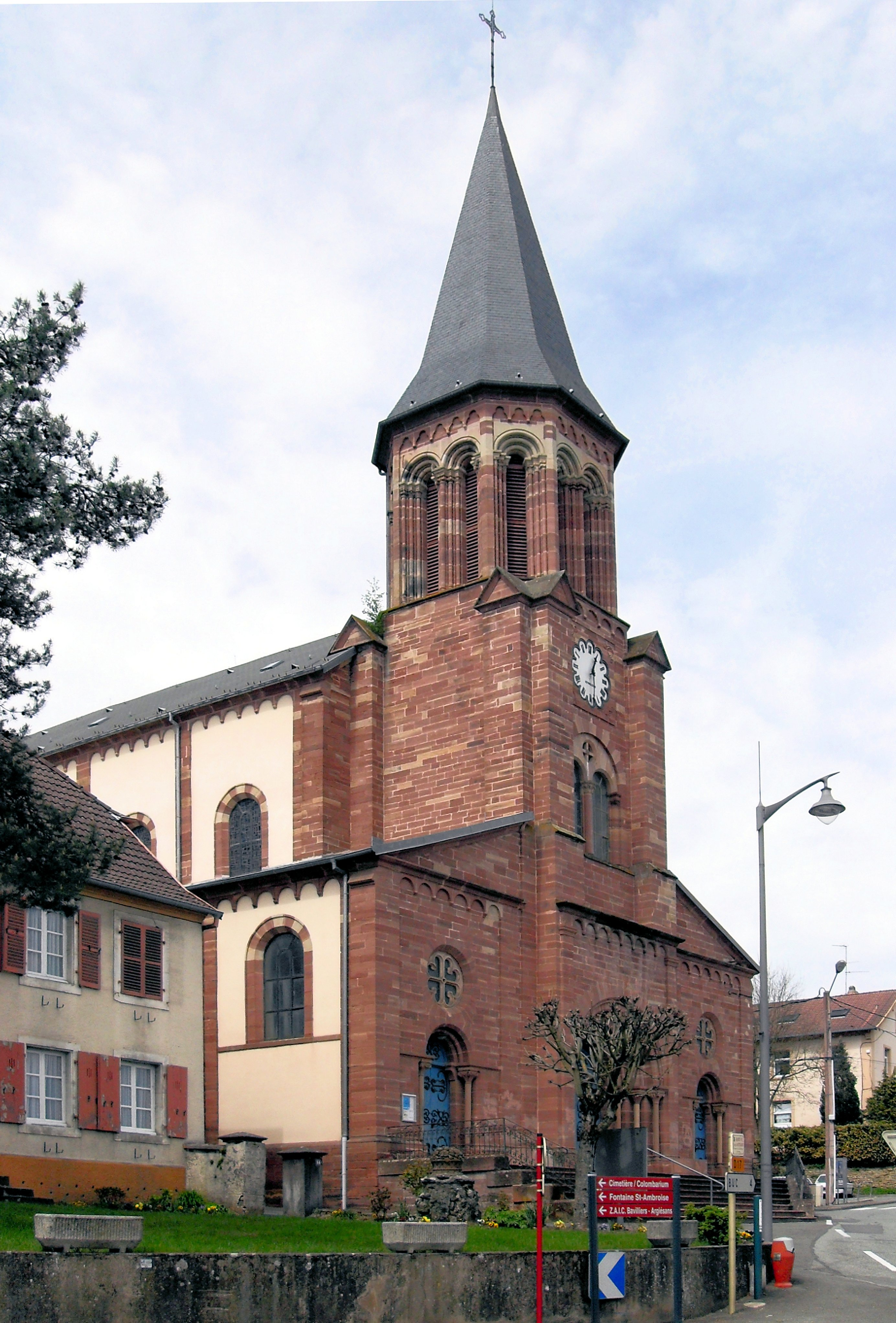
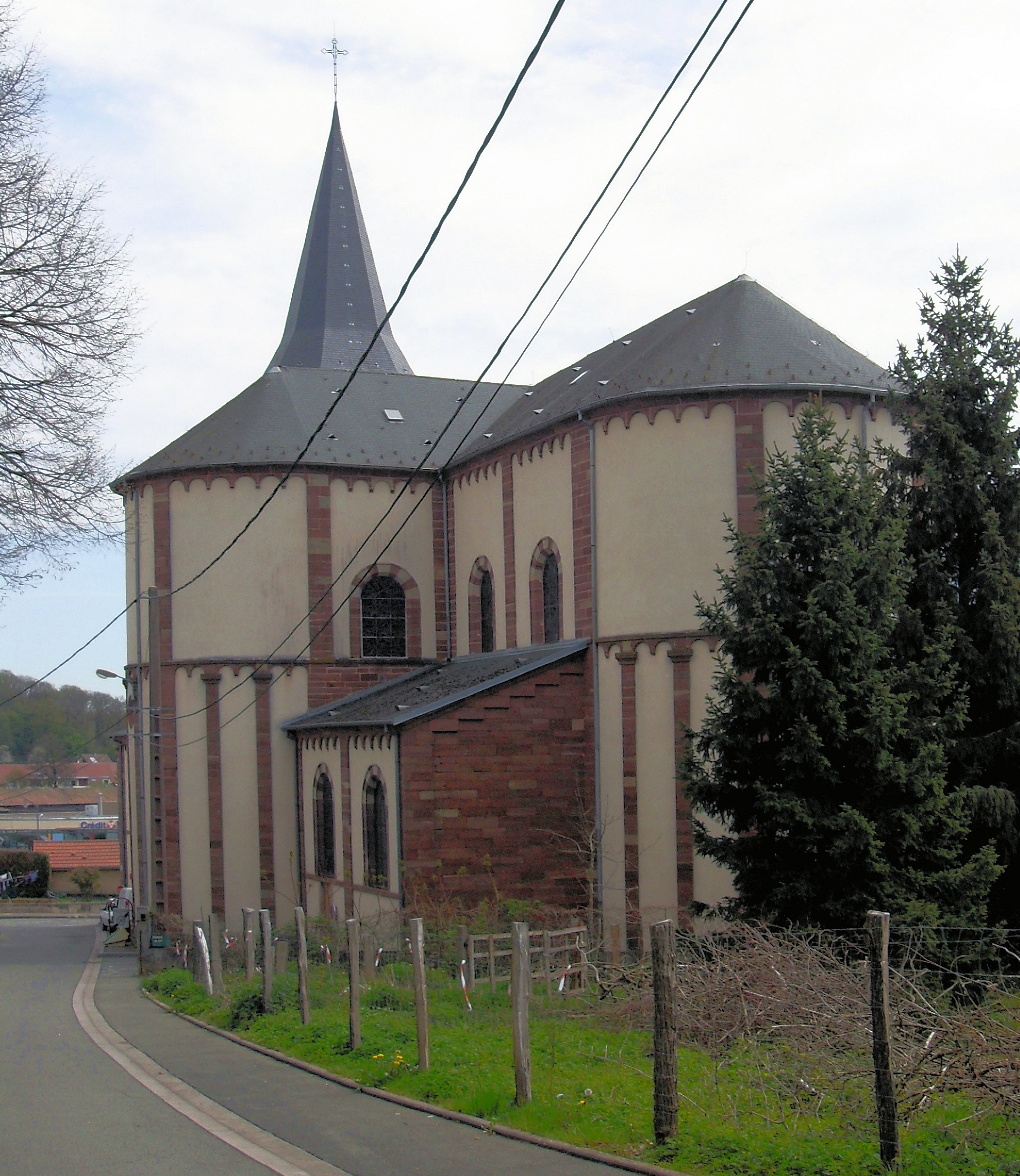

## Wirtschaft und Infrastruktur
Bavilliers war bis ins 20. Jahrhundert hinein ein vorwiegend durch die Landwirtschaft (Ackerbau, Obstbau und Viehzucht) geprägtes Dorf. Im Lauf der Zeit entwickelten sich an der Grenze zu Belfort und am südlichen Ortsausgang Gewerbe- und Industriezonen. Heute sind in der Gemeinde zahlreiche Betriebe des Klein- und Mittelgewerbes ansässig, wobei die Feinmechanik, elektrische Industrie, Transport- und Baugewerbe, Nahrungsmittelverarbeitung, der Vertrieb von pharmazeutischen Produkten, die Werbung und eine Fabrik, die Garagentore herstellt, die bedeutendsten Branchen bilden. Ferner gibt es viele Geschäfte des Einzelhandels für den täglichen Bedarf. Viele Erwerbstätige sind auch Wegpendler, die in den anderen Gemeinden der Agglomerationen Belfort und Montbéliard ihrer Arbeit nachgehen. Bavilliers ist Standort neben Vor- und Grundschulen einer Berufsschule sowie einer Psychiatrischen Klinik.
Die Ortschaft ist verkehrstechnisch gut erschlossen. Sie liegt an der Hauptstraße N83, die von Belfort nach Héricourt führt. Der nächste Anschluss an die Autobahn A36 befindet sich in einer Entfernung von ungefähr zwei Kilometern. Mit Belfort ist Bavilliers durch zwei Buslinien verbunden. Der Hauptbahnhof von Belfort an der Strecke von Mülhausen nach Montbéliard beziehungsweise nach Vesoul und Paris ist leicht zu erreichen.